# Albendazol
El albendazol, es un carbamato Benzimidazólico, indicado como fármaco antihelmíntico. Es eficaz en el tratamiento para infecciones intestinales por parásitos (céstodos, nemátodos, Ancylostoma duodenale, Necator americanus, Trichuris trichiura y en el tratamiento de la esquistosomiasis).
También, se prescribe para el tratamiento de cisticercosis. Se comercializa en tabletas y suspensiones de administración oral.

## Historia
El albendazol fue sintetizado entre los años 1972-1973, la patente le pertenece al laboratorio SmithKline (ahora GlaxoSmithKline) a partir de investigaciones sobre un medicamento veterinario llamado ricobendazol.
Este fue utilizado para el tratamiento de infecciones por nematodos intestinales en regiones endémicas de helmintiasis. El albendazol fue incluido en 1985 en la lista de medicamentos esenciales de la OMS.

## Principales usos
Es efectivo (tratamiento de elección) contra:
- Platelmintos
- Duelas/trematodos
- Tenia/cestodos
- Hidatidosis[2]
- Nematodos
  - Anquilostomas
  - Toxocariasis
  - Trichuriasis
  - Oxiuriasis
  - Ascariasis
  - Estrongiloidiasis

## Otros usos

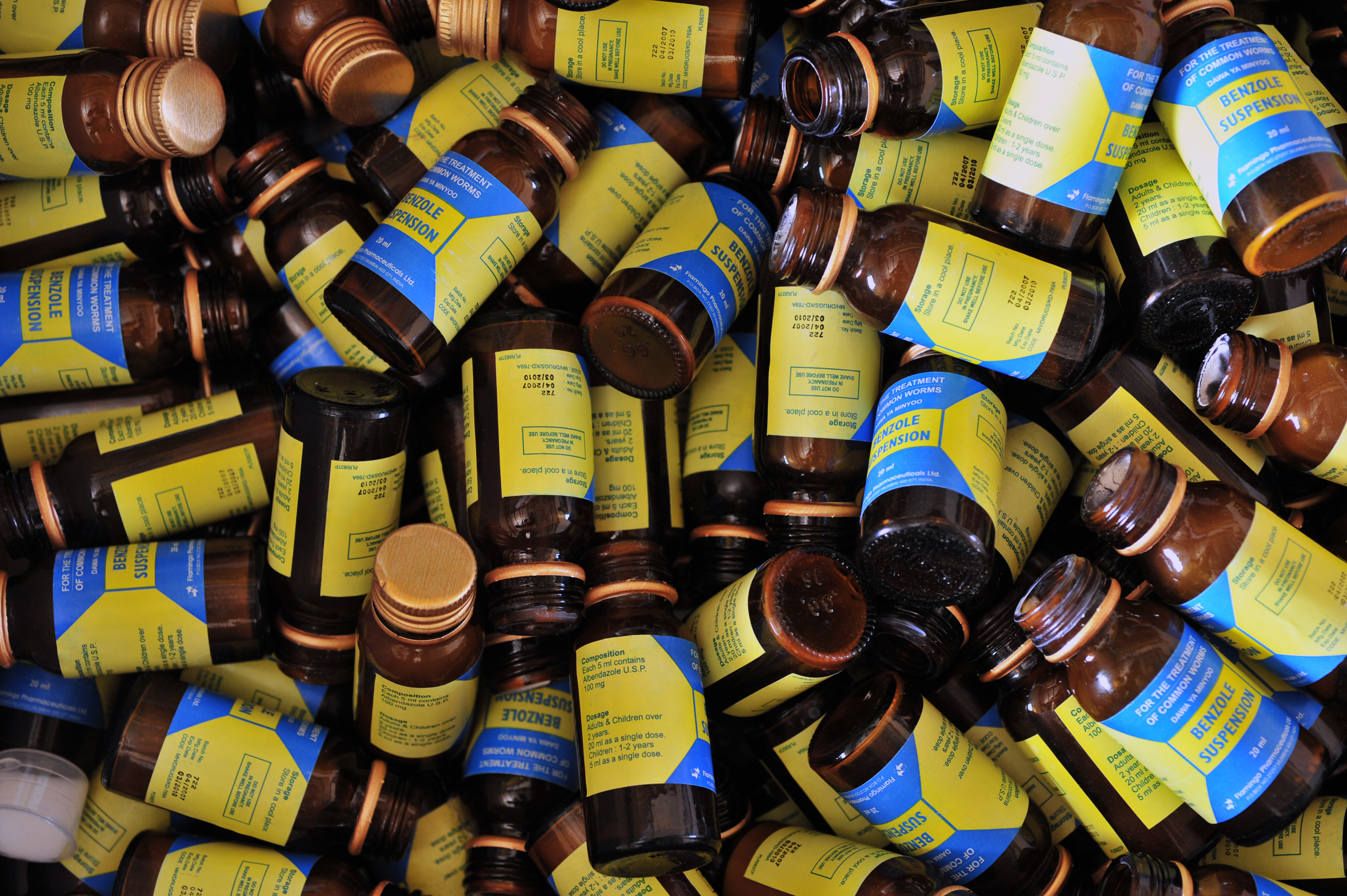
Botellas descartadas del albendazol distribuido en África

En África, el albendazol es usado para el tratamiento de filariasis linfática como parte de los esfuerzos para detener la transmisión de la enfermedad. En África Subsahariana, el albendazol se usa en combinación con la ivermectina, y en otros lugares del mundo, se usa en combinación con dietilcarbamazina.
En Brasil y en otros países se usa contra la giardiasis.

## Farmacocinética

### Vías de administración
La administración es oral.

### Absorción
El albendazol se absorbe poco debido a su baja hidrosolubilidad. Y se prefiere administrar en ayunas en el tratamiento de la parasitosis intestinal.
Se ha descrito que la biodisponibilidad oral aumenta hasta 5 veces cuando se administra con una dieta rica en grasas. Por lo tanto, la recomendación de administrar con comidas grasosas es para cuando se desean efectos sistémicos. (Ver figura 1.1)

### Distribución
El albendazol circula en sangre unido a proteínas plasmáticas en un 70 %. El albendazol se distribuye ampliamente a través de los fluidos corporales, incluyendo: bilis, líquido cefalorraquídeo y fluido de quistes hidatídicos (causados en infecciones por cestodos).

### Metabolismo y metabolitos
El metabolismo del albendazol, una vez alcanzada circulación sistémica, se realiza mediante el citocromo CYP3A4, quien lo transforma en su metabolito activo (sulfóxido de albendazol). El tiempo para alcanzar la concentración máxima es de 3 horas.
Si el albendazol no alcanza la circulación sistémica y su efecto es en el lumen intestinal, el medicamento no se metaboliza y actúa como antiparasitario; en ese caso, el albendazol se excreta sin sufrir modificaciones.

### Excreción
El albendazol se elimina, como sulfóxido de albendazol, principalmente por heces (vía hepatobiliar) y menos del 1 % por orina (vía renal). No se ha establecido un ajuste de dosis en el caso de pacientes con alteraciones renales o hepáticas. 
Los pacientes con enfermedad hepática presentan mayor riesgo de desarrollar los efectos adversos del albendazol; por ende, el uso del medicamento en pacientes que padecen alguna patología hepática debe realizarse con precaución y estricto monitoreo de la función hepática. 

La vida media de eliminación del albendazol es de 8 a 12 horas; por otra parte, el metabolito activo tiene una vida media de eliminación de 4 a 15 horas. 

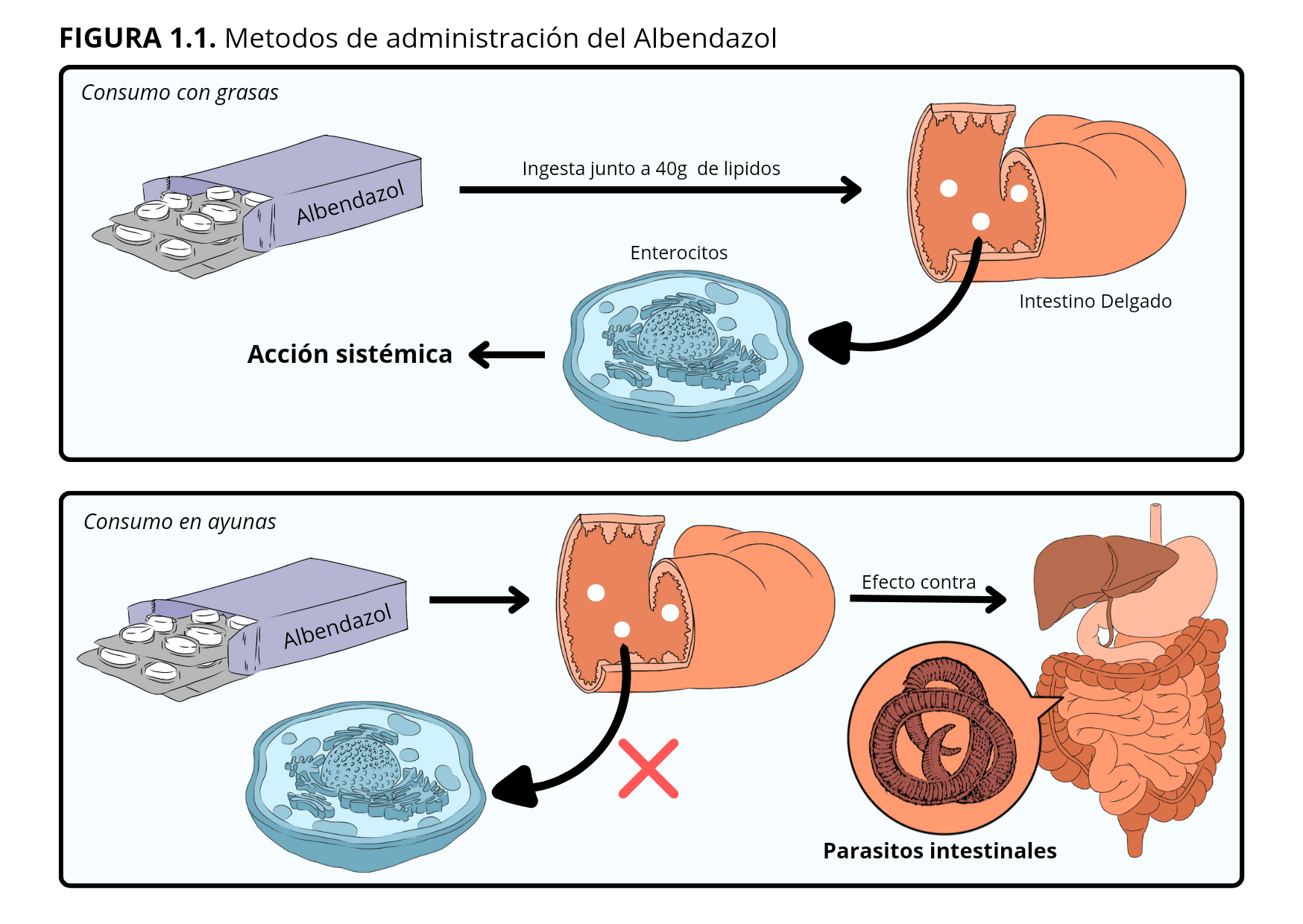
Figura 1.1

## Mecanismo de acción
Como antiparasitario es bastante útil. Causa alteraciones degenerativas en las células del tegumento y del intestino de vermes al unirse a un sitio de unión específico de la tubulina, inhibiendo así la polimerización y ensamblaje de los microtúbulos. La pérdida de los microtúbulos intracelulares conlleva una deficiente captación de glucosa por los parásitos susceptibles, en especial, en los estados larvales y adultos, consumiendo así los depósitos de energía del gusano. Los cambios degenerativos en el retículo endoplásmico, la mitocondria de la capa germinal y la subsecuente liberación de lisosomas resulta en una disminución en la producción del ATP, que es la forma energética requerida para la supervivencia de los helmintos. Debido a esa disminución en la producción de energía, el parásito queda inmóvil y, finalmente, muere.
Se ha demostrado que el albendazol inhibe la enzima fumarato reductasa, la cual es específica para los helmintos. Esta acción puede ser considerada secundaria al efecto sobre los microtúbulos, debido a la disminuida absorción de glucosa. Esta acción sobre la enzima ocurre especialmente en presencia de un ambiente bajo en NADH, que es una coenzima asociada a muchas reacciones de óxido-reducción.
El albendazol tiene efectos larvicidas en las necatoriasis y efectos ovicidas en la ascariasis, anquilostomiasis y trichuriasis.|

## Efectos farmacológicos
El albendazol se prescribe para el tratamiento de infecciones intestinales por nematodos y cestodos, también tiene indicación en infecciones sistémicas por cisticercosis.
Cuando se desea únicamente acción farmacológica sobre helmintos ubicados en el lumen intestinal, el albendazol se administra sin alimentos grasos dado que en este caso no se requiere de absorción ni distribución del medicamento hacia otros compartimentos corporales. De esta forma, el albendazol, luego de ejercer el mecanismo de acción descrito previamente, es eliminado en heces sin sufrir metabolismo. El régimen sugerido para helmintiasis intestinal va desde una única dosis hasta, en algunos casos, 1 o 2 dosis al día por 3 días. Las indicaciones de este régimen son: ascariasis, anquilostomiasis, trichuriasis, enterobiasis, teniasis e himenolepiasis.

Por otra parte, si se busca acción farmacológica sobre helmintos invasores de algún otro tejido distinto al intestino, el albendazol se administra con alimentos grasos para aumentar su absorción hacia circulación sistémica y que sea posible su distribución hacia el órgano diana infectado. Luego de ser metabolizado hepáticamente a sulfóxido de albendazol (metabolito activo), el fármaco realiza el mismo mecanismo de acción mencionado y procede a ser excretado vía hepatobiliar y renal. Cabe destacar que el régimen aconsejado para helmintiasis tisular es considerablemente más extenso en el tiempo respecto al uso anterior, pues se recomienda administrar una dosis al día por hasta 1 mes (inclusive 3 a 6 meses, en el caso de las equinococosis), dependiendo del microorganismo en cuestión. Las indicaciones de este régimen son: larva migrans visceral, larva migrans cutánea, anisakiasis, triquinosis, capilariasis hepática, gnathostomiasis, gongilonemiasis, neurocisticercosis, cisticercosis cutánea, equinococosis quística y equinococosis alveolar.

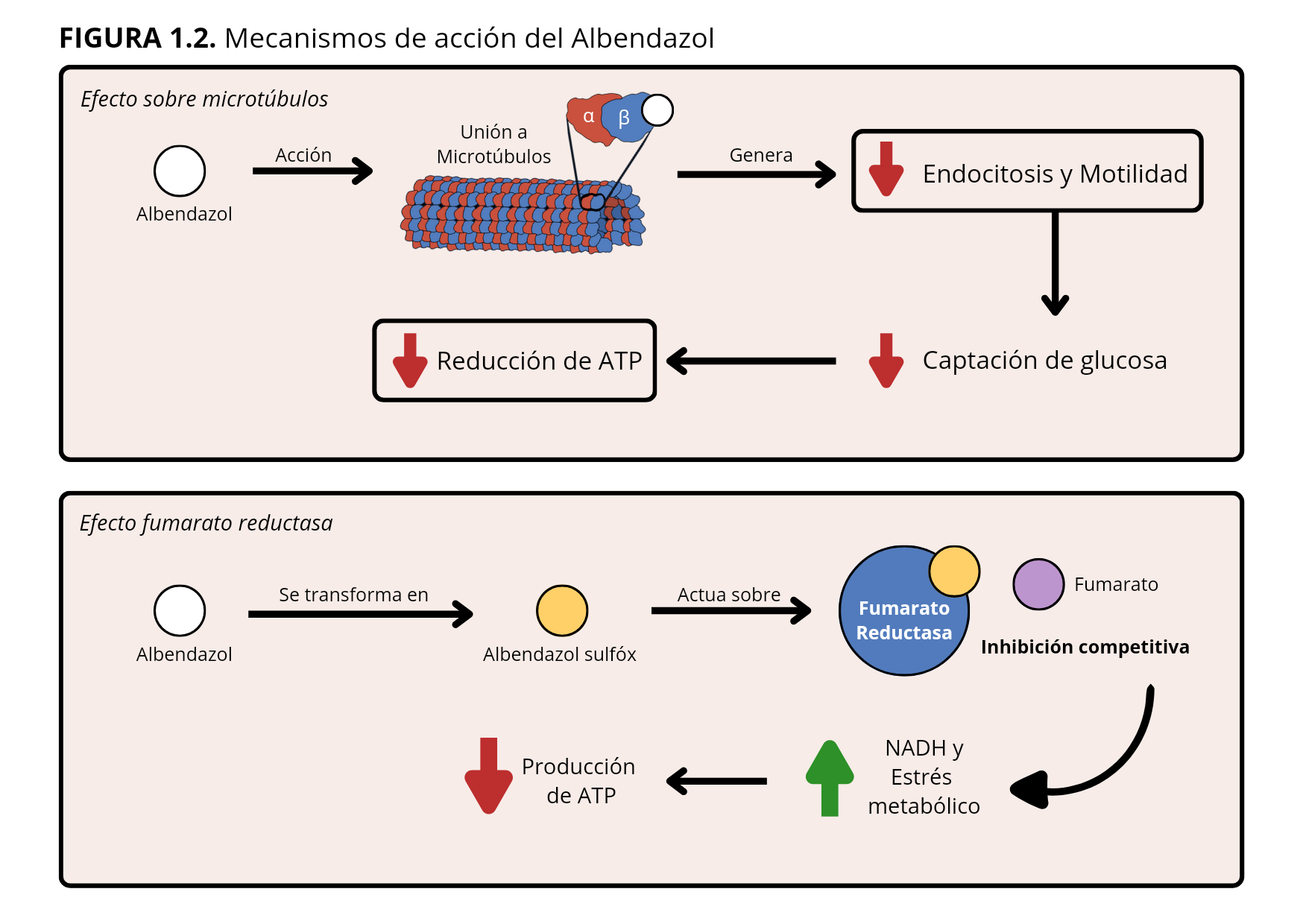
Figura 1.2

## Interacciones
| Fármacos que interaccionan con albendazol                  | |
| Fármaco                                                    | Resultados de la interacción |
| Praziquantel, Dexametasona, Cimetidina.                    | Farmacocinética: Aumenta los niveles plasmáticos de albendazol en caso de que se ingiera para una actividad sistémica.              |
| Fenitoína, Carbamazepina, Fenobarbital, Ritonavir          | Farmacocinética: Disminuye las concentraciones séricas del Sulfóxido de Albendazol (Metabolito activo).                             |
| Corticoesteroides                                          | Farmacocinética: El uso de corticosteroides reduce el metabolismo de albendazol, generando toxicidad gastrointestinal y hepática.   |
| Cimetidina y Ranitidina                                    | Farmacocinéticas: Aumentan la concentración plasmática del fármaco y sus metabolitos, aumentando además el tiempo de su vida media. |
| Prednisona, betametasona, ketoconazol, miconazol.          | Farmacocinética: Niveles plasmáticos reducidos al ser estimuladores del citocromo p450                                              |
| Antiácidos con componentes de aluminio, calcio y magnesio. | Farmacocinética: Estos pueden afectar la absorción del albendazol en caso de administración sistémica.                              |

## Uso Clínico
Áscaris lumbricoides
- 400 mg o 10 ml de suspensión oral (40 mg/ml) en única dosis para adultos y niños con edad superior a 2 años.
- 200 mg o 5 ml de suspensión oral (40 mg/ml) en única dosis para niños entre 1 y 2 años.

Larva migrans cutánea
- 400 mg o 10 ml de suspensión oral (40 mg/ml) 1 vez al día durante 3 días para adultos y niños con edad superior a 2 años.

Neurocisticercosis
- Pacientes con menos de 60 kg: 15 mg/kg/día divididos en dos dosis (dosis máxima diaria de 800 mg) por 8 a 30 días, según orientación médica.
- Paciente con 60 kg o más: 400 mg 2 veces al día durante 8 a 30 días, según orientación médica.

Taenia spp
- 400 mg o 10 ml de suspensión oral (40 mg/ml) 1 vez al día durante 3 días para adultos y niños con edad superior a 2 años

Hymenolepis nana
- 400 mg o 10 ml de suspensión oral (40 mg/ml) 1 vez al día durante 3 días para adultos y niños con edad superior a 2 años

Giardia lamblia
- 400 mg o 10 ml de suspensión oral (40 mg/ml) 1 vez al día durante 5 días para adultos y niños con edad superior a 2 años.

Trichuris trichiura
- 400 mg o 10 ml de suspensión oral (40 mg/ml) en dosis única para adultos y niños con edad superior a 2 años.
- 200 mg o 5 ml de suspensión oral (40 mg/ml) en dosis única para niños entre 1 y 2 años.

Enterobius vermicularis
- 400 mg o 10 ml de suspensión oral (40 mg/ml) en dosis única para adultos y niños con edad superior a 2 años. Se puede repetir la dosis después de 2 semanas.

Dosis
En pacientes con hidatidosis que pesen 60 kg o más es habitual administrar 400 mg dos veces al día. El tratamiento debe repetirse a los 15 días y posteriormente cada 6 meses en caso de tener mascotas en casa.

## Efectos adversos
El albendazol puede causar vértigo, cefaleas, fiebre, náuseas, vómitos, o alopecia temporal.
En raras ocasiones puede causar dolor faríngeo persistente, cefalea severa, problemas visuales, ictericia cutánea o conjuntival, orina oscura, dolor abdominal, problemas de coagulación, cambios de humor, rigidez cervical, cambio en el volumen urinario. También son factibles las reacciones alérgicas.[cita requerida]
Pruebas de sangre y función hepática tienen que ser obtenidos regularmente en pacientes que reciben albendazol.
También se pueden tener en cuenta los criterios de la CIOSM.
| Efectos Adversos                                                         | Incidencia (%) |
| Hepáticos                                                                |                |
| Elevación sérica de transaminasas                                        | > 10           |
| Hepatitis                                                                | 0,1-1          |
| Hepatotoxicidad, ictericia                                               | No reportado   |
| Sistema Nervioso                                                         |                |
| Cefalea                                                                  | > 10           |
| Hipertensión endocraneana, mareo                                         | 1-10           |
| Vértigo, signos meníngeos                                                | 0,1-1          |
| Somnolencia, convulsiones                                                | No reportado   |
| Gastrointestinales                                                       |                |
| Dolor abdominal, náuseas, vomito                                         | 1-10           |
| Diarrea                                                                  | 0,1-1          |
| Pancreatitis                                                             | < 0,1          |
| Dermatológicos                                                           |                |
| Alopecia                                                                 | 1-10           |
| Prurito, eritema                                                         | 0,1-1          |
| Eritema multiforme, síndrome de Stevens-Johnson                          | No reportado   |
| Hematológicos                                                            |                |
| Leucopenia                                                               | 1-10           |
| Anemia, pancitopenia, trombocitopenia                                    | < 0,1          |
| Neutropenia, granulocitopenia, agranulocitosis, supresión de médula ósea | No reportado   |
| Renales                                                                  |                |
| Proteinuria                                                              | < 0,1          |
| Falla renal                                                              | No reportado   |
| Musculoesqueléticos                                                      |                |
| Dolor óseo                                                               | < 0,1          |
| Rabdomiólisis                                                            | No reportado   |
| Oculares                                                                 |                |
| Maculopatía                                                              | < 0,1          |
| Visión borrosa                                                           | No reportado   |
| Otros                                                                    |                |
| Fiebre                                                                   | 1-10           |
| Reacción de hipersensibilidad                                            | 0,1-1          |
| Astenia                                                                  | No reportado   |

## Contraindicaciones
Las contraindicaciones del albendazol son: embarazo, cirrosis hepática, alergia al albendazol e infestación por Áscaris.
La Categoría del Albendazol según la FDA es tipo C. En un estudio realizado en 33 mujeres lactantes tratadas con albendazol se encontraron pequeñas concentraciones del fármaco y sus metabolitos activos en la leche materna; no obstante, se considera que el albendazol no es dañino para los lactantes. 

## Presentaciones
Tabletas de 200 mg
Tabletas de 400 mg
Suspensión oral 40 mg/ml

## Uso veterinario
Los antihelmínticos se empezaron a usar como terapia de control de plagas en rumiantes y animales de granja desde los años 60, donde se introdujo al tiabendazol como terapia de primera línea en lo que respecta al control de este tipo de infecciones. Sin embargo, actualmente se plantea la preocupación de que el uso indiscriminado de estos mismos podría resultar en resistencia a los antihelmínticos tradicionales, entre los cuales se encuentra el albendazol. 

## Controversias
El uso de los benzimidazoles y sus derivados bloquea los mecanismos de captación de glucosa de los parásitos, generando que agoten su reservorios de energía induciendo lo que se considera como una “muerte lenta” dentro de los 7 a 10 días del inicio del tratamiento. Sin embargo, se ha especulado que esto podría generar la migración del parásito del espacio intestinal a tejidos aledaños.